# Gianfranco Zigoni
(Gianfranco Zigoni)
Gianfranco Cesare Battista Zigoni (Oderzo, 25 novembre 1944) è un ex calciatore italiano, di ruolo attaccante.
Ha al suo attivo 265 presenze e 63 gol in Serie A con le maglie di Juventus, Genoa, Roma, Verona, oltre a tre convocazioni in Nazionale, con la quale scese in campo una volta.

## Biografia
Nativo di Oderzo, nella Veneto povera, zona ai margini meridionali della città, provenendo da una numerosa famiglia contadina.
Ha avuto quattro figli: di questi, Gianmarco ha intrapreso anch'egli la carriera di calciatore.
Nel 2002 ha pubblicato con furor di critiche, per le edizioni Biblioteca dell'Immagine di Pordenone, il libro Il tuo bacio è come un rock, un'irriverente storiella scritta dall'ex amico Ezio Vendrame.
Si è procurato con gli anni una reputazione di eclettico ed eccentrico per alcuni suoi comportamenti piuttosto bizzarri. Divenne per questo uno dei calciatori più ricordati degli anni 1970

## Caratteristiche tecniche
Giocava da ala sinistra (numero undici) e da centravanti (numero nove). Al termine dell'amichevole da lui giocata con la Juve contro al Real Madrid, si dice che il difensore blanco José Santamaría lo abbia paragonato a Pelé con tanto di bestemmia annessa. Nel 1972, con la maglia della Roma, giocò proprio contro Pelé in amichevole contro il Santos. Durante la militanza nel Verona si rivelò anche un prolifico uomo assist.

## Carriera

### Giocatore

#### Club

##### Gli inizi, Juventus
Da adolescente giocò nel Patronato Turroni, la squadra giovanile dell'oratorio. Notato dagli osservatori della Juventus, entrò nelle giovanili del Pordenone, all'epoca società satellite dei bianconeri, quindi si trasferì a Torino, debuttando in prima squadra il 10 dicembre 1961 in campionato contro l'Udinese a diciassette anni. All'epoca giocò anche un'amichevole con il Real Madrid, persa dagli juventini per 3-1.
Zigoni, in tre anni alla Juventus, giocò in campionato quattro partite in Serie A segnando un gol.

##### Genoa
Nell'estate del 1964 si trasferì al Genoa. Nella sua prima stagione in Liguria segnò, in media, un gol ogni tre partite: saranno 8 in tutto al termine della stagione in cui la squadra retrocesse.
Nella stagione successiva giocò quindi in Serie B, segnando 8 gol in 34 incontri: la squadra non ottenne la promozione per due punti, classificandosi quinta.

##### Ritorno alla Juventus

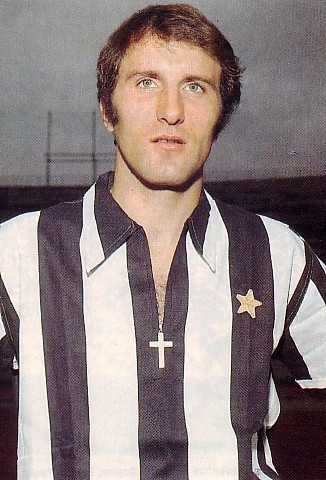
Zigoni con la maglia della Juventus nel 1966

Al termine del prestito, Zigoni fece ritorno alla Juventus, contribuendo con 8 gol in 23 partite alla vittoria dello scudetto 1966-1967. Nella stagione successiva giocò le sue uniche partite in Coppa dei Campioni.
Anche nelle stagioni successive le sue presenze in campo non furono mai più di 22-23 all'anno, complici anche le frequenti squalifiche dovute al suo temperamento irrequieto. Calarono anche i gol: 7 nella stagione 1967-1968, 3 in quella successiva, 4 (in 14 gare) nella stagione 1969-1970, l'ultima con la casacca bianconera.
In totale con la Juventus Zigoni segnò 35 gol in 122 partite.

##### Roma

Zigoni alla Roma nel 1971

Nel 1970 va a giocare nella capitale, alla Roma allenata da Helenio Herrera.
Nei suoi due anni con la Roma mise a segno 12 gol in 48 partite, ottenendo un sesto e un settimo posto in Serie A. Nella sua seconda stagione giallorossa vinse la Coppa Anglo-Italiana, contribuendo con un gol in finale, nel 3-1 contro il Blackpool il 24 giugno 1972.

##### Verona
Nel 1972, a ventotto anni, venne ingaggiato dal Verona. Negli anni passati in Veneto segnò meno che nelle stagioni precedenti, ma sia per le sue giocate sia per alcuni gesti clamorosi divenne un idolo della tifoseria. Il 20 maggio 1973, ultima giornata di campionato, il Milan in testa alla classifica doveva vincere a Verona per vincere lo scudetto. I veronesi vinsero per 5-3, permettendo alla Juventus di superare di un punto i rossoneri e vincere il quindicesimo titolo. Zigoni in quella gara fornì gli assist a Livio Luppi. Questo fu il primo dei due episodi che fece diventare la città scaligera per i milanisti la Fatal Verona.

Zigoni con la sua famosa pelliccia, durante una gara del Verona passata in panchina

Nel 1974 la squadra venne retrocessa d'ufficio all'ultimo posto per illecito sportivo: Zigoni contribuì nella stagione successiva all'immediata promozione con 9 gol, il massimo numero di reti da lui segnato nelle sei stagioni veronesi. Nelle due annate successive segnò 2 gol in 18 presenze e 6 gol in 26 presenze: la squadra si classificò rispettivamente undicesima e nona. Nella stagione 1975-1976 la squadra raggiunse la finale di Coppa Italia, perdendola. Una volta Valcareggi lo lasciò in panchina e lui, non approvando la decisione, ci andò in pelliccia e cappello. Nel corso di un'amichevole di fine stagione Verona-Vicenza, dopo una partita in cui non brillò, a venti minuti dalla fine saltò in dribbling quattro avversari e infilò il pallone all'incrocio dei pali, salvo poi andare dritto negli spogliatoi, imitato dai tifosi che abbandonarono lo stadio.
Nella stagione 1977-1978, l'ultima a Verona, andò a segno una volta in 26 partite.

##### Brescia

Zigoni al Brescia

Nel 1978, trentaquattrenne, passò al Brescia, sodalizio di Serie B guidato in panchina da Luigi Simoni. Durante il suo primo anno segnò 4 gol in 21 partite e la squadra arriva ottava.
Nella stagione successiva i lombardi ottennero il terzo posto e la promozione in Serie A. In quella stagione Zigoni non andò mai in rete in 19 presenze, uscendo quindi dai piani della società.
Nell'ultima stagione bresciana si rifiutò di giocare contro il Verona.

##### Opitergina e Piavon
Nell'estate del 1980 Zigoni fu contattato di nuovo da Luigi Simoni, nuovo allenatore del Genoa, per tornare a giocare in Liguria, ancora in Serie B. Zigoni, trentaseienne, preferì tornare a Oderzo abbandonando il professionismo e andando a giocare nella squadra della sua città, ritrovandosi in squadra il suo concittadino Renato Faloppa. Nella cittadina trevigiana giocherà tre anni.
La dirigenza biancorossa finì il campionato di Serie D al penultimo posto. Nella stagione 1981-1982 la squadra perse la promozione allo spareggio contro il Pro Gorizia, mentre l'anno successivo arrivò terza.
Nel 1983 si trasferisce al Piavon, squadra di Terza Categoria dove ottiene una promozione in Seconda Categoria.
A Piavon, frazione comunale di Oderzo, terminò la carriera a quarantatré anni, contribuendo alla salvezza della squadra: l'ultima partita della carriera, nel maggio del 1987, la giocò contro il Musile di Piave, segnando quattro gol: la gara finì 5-4.
Nello stesso periodo gestiva un negozio di articoli sportivi a Oderzo sempre insieme a Faloppa.

#### Nazionale
Gioca la sua unica partita in nazionale il 25 giugno 1967, nella vittoriosa trasferta 1-0 sulla Romania.
Verrà convocato altre due volte senza scendere in campo.

### Dopo il ritiro
Dopo il ritiro entrò come allenatore nel settore giovanile dell'Opitergina. Una decina di anni dopo lasciò la società per andare ad allenare le formazioni "Giovanissimi" nel Ponte di Piave e nel Basalghelle, due società dilettantistiche della zona.
In seguito è divenuto responsabile della Scuola Calcio del Basalghelle a lui intitolata, ed è stato spesso invitato a partecipare come opinionista in trasmissioni calcistiche in televisioni locali.
Chiese un ruolo come comparsa a Striscia la Notizia ma venne cacciato subito.

## Statistiche

### Presenze e reti nei club
| Stagione             | Squadra              | Campionato           | Campionato | Campionato | Totale | Totale |
| Stagione             | Squadra              | Comp                 | Pres       | Reti       | Pres   | Reti   |
| -------------------- | -------------------- | -------------------- | ---------- | ---------- | ------ | ------ |
| 1961-1962            | Juventus             | A                    | 1          | 0          | 1      | 0      |
| 1962-1963            | Juventus             | A                    | 2          | 1          | 2      | 1      |
| 1963-1964            | Juventus             | A                    | 1          | 0          | 1      | 0      |
| Totale Juventus      | Totale Juventus      | Totale Juventus      | 4          | 1          | 4      | 1      |
| 1964-1965            | Genoa                | A                    | 24         | 8          | 24     | 8      |
| 1965-1966            | Genoa                | B                    | 34         | 8          | 34     | 8      |
| Totale Genoa         | Totale Genoa         | Totale Genoa         | 58         | 16         | 58     | 16     |
| 1966-1967            | Juventus             | A                    | 23         | 8          | 23     | 8      |
| 1967-1968            | Juventus             | A                    | 22         | 7          | 22     | 7      |
| 1968-1969            | Juventus             | A                    | 23         | 3          | 23     | 3      |
| 1969-1970            | Juventus             | A                    | 14         | 4          | 14     | 4      |
| Totale Juventus      | Totale Juventus      | Totale Juventus      | 82         | 22         | 82     | 22     |
| 1970-1971            | Roma                 | A                    | 25         | 5          | 25     | 5      |
| 1971-1972            | Roma                 | A                    | 24         | 7          | 24     | 7      |
| Totale Roma          | Totale Roma          | Totale Roma          | 49         | 12         | 49     | 12     |
| 1972-1973            | Verona               | A                    | 21         | 7          | 21     | 7      |
| 1973-1974            | Verona               | A                    | 15         | 4          | 15     | 4      |
| 1974-1975            | Verona               | B                    | 33         | 9          | 33     | 9      |
| 1975-1976            | Verona               | A                    | 18         | 2          | 18     | 2      |
| 1976-1977            | Verona               | A                    | 26         | 6          | 26     | 6      |
| 1977-1978            | Verona               | A                    | 26         | 1          | 26     | 1      |
| Totale Hellas Verona | Totale Hellas Verona | Totale Hellas Verona | 139        | 29         | 139    | 29     |
| 1978-1979            | Brescia              | B                    | 21         | 4          | 21     | 4      |
| 1979-1980            | Brescia              | B                    | 19         | 0          | 19     | 0      |
| Totale Brescia       | Totale Brescia       | Totale Brescia       | 40         | 4          | 40     | 4      |
| 1980-1981            | Opitergina           | D                    | ?          | ?          | ?      | ?      |
| 1981-1982            | Opitergina           | D                    | 25         | 2          | 25     | 2      |
| 1982-1983            | Opitergina           | D                    | 17         | 2          | 17     | 2      |
| Totale Opitergina    | Totale Opitergina    | Totale Opitergina    | 42+        | 4+         | 42+    | 4+     |
| 1983-1984            | Piavon               | 3ª Cat.              | ?          | ?          | ?      | ?      |
| 1984-1985            | Piavon               | 2ª Cat.              | ?          | ?          | ?      | ?      |
| 1985-1986            | Piavon               | 2ª Cat.              | ?          | ?          | ?      | ?      |
| 1986-1987            | Piavon               | 2ª Cat.              | ?          | 4+         | ?      | 4+     |
| Totale Piavon        | Totale Piavon        | Totale Piavon        | ?          | 4+         | ?      | 4+     |
| Totale carriera      | Totale carriera      | Totale carriera      | 413+       | 92+        | 413+   | 92+    |

### Cronologia presenze in nazionale
| Cronologia completa delle presenze e delle reti in nazionale ― Italia | Cronologia completa delle presenze e delle reti in nazionale ― Italia | Cronologia completa delle presenze e delle reti in nazionale ― Italia | Cronologia completa delle presenze e delle reti in nazionale ― Italia | Cronologia completa delle presenze e delle reti in nazionale ― Italia | Cronologia completa delle presenze e delle reti in nazionale ― Italia | Cronologia completa delle presenze e delle reti in nazionale ― Italia | Cronologia completa delle presenze e delle reti in nazionale ― Italia |
| Data                                                                  | Città                                                                 | In casa                                                               | Risultato                                                             | Ospiti                                                                | Competizione                                                          | Reti                                                                  | Note                                                                  |
| --------------------------------------------------------------------- | --------------------------------------------------------------------- | --------------------------------------------------------------------- | --------------------------------------------------------------------- | --------------------------------------------------------------------- | --------------------------------------------------------------------- | --------------------------------------------------------------------- | --------------------------------------------------------------------- |
| 25-6-1967                                                             | Bucarest                                                              | Romania                                                               | 0 – 1                                                                 | Italia                                                                | Qual. Euro 1968                                                       | -                                                                     |                                                                       |
| Totale                                                                |                                                                       | Presenze                                                              | 1                                                                     |                                                                       | Reti                                                                  | 0                                                                     |                                                                       |

## Palmarès

### Club

#### Competizioni giovanili
- Campionato Primavera: 1

Juventus: 1962-1963

#### Competizioni nazionali
- Campionato italiano: 1

Juventus: 1966-1967

#### Competizioni internazionali
- Coppa delle Alpi: 1

Juventus: 1963
- Coppa Anglo-Italiana: 1

Roma: 1972